# 곰과 나그네

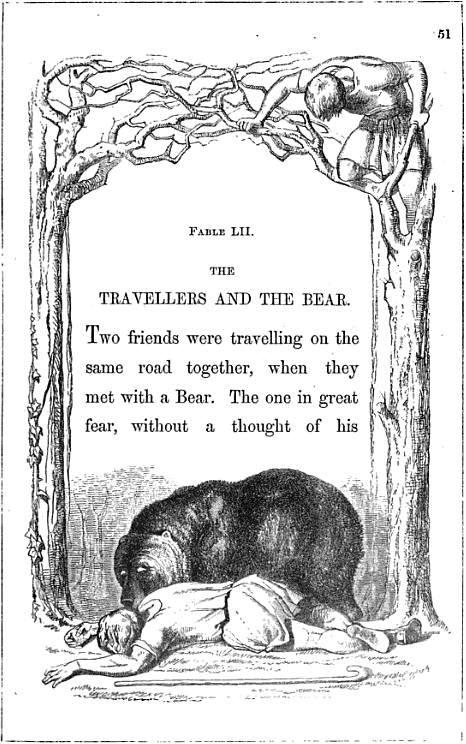
곰과 나그네

《곰과 나그네》는 이솝 우화 중 하나이다. 페리 인덱스로는 65번 우화에 해당한다.

## 줄거리
어느 날 두 남자가 여행을 하고 있었다. 두 남자가 큰 숲 속의 길을 걷고 있을 때 두 남자의 눈 앞에서 한 마리의 곰이 나타났다.
한 남자는 바로 근처의 큰 나무에 기어 올랐지만 다른 남자는 도망치지 못 했고 땅에 쓰러져서 죽은 척했다. 곰은 그 남자의 귓가에 입을 대고 있었지만 잠시 후에 숲 속으로 사라졌다. 나무 위로 도망친 남자는 안심하면서 내려왔다.
나무 위로 도망친 남자는 도망치지 못한 남자에게 "곰이 너의 귀에 대고 뭔가 속삭였던거 같은데 무슨 말을 한거지?"라고 물었는데 남자는 "위험한 상황에서 친구를 버리고 자기만 도망치는 매정한 상대와는 빨리 헤어지래."고 말했다.

## 교훈
- 위험한 상황에서 친구를 버리고 자기만 도망치면 안 된다.